# Tsotsi
Tsotsi (bra: Infância Roubada; prt: Tsotsi) é um filme da África do Sul e Inglaterra, lançado em 2005 e dirigido por Gavin Hood.
O filme é baseado em romance do escritor sul-africano, Athol Fugard. Tsotsi quer dizer: bandido, delinquente juvenil.

## Sinopse
Tostsi (Presley Chweneyagae) é um rapaz de 19 anos que mora em um gueto de Joanesburgo. Junto com mais três amigos, pratica assaltos para viver. Após uma briga com um de seus companheiros da gang, Tsotsi rouba um carro e atira na mulher que tenta impedir o roubo. Tostsi não sabe que a mulher queria retirar o filho que está no banco de trás.
Depois de andar alguns quilômetros, ele ouve o choro e para o carro. Resolve levar a criança consigo, ainda que não tenha a menor condição de criá-la.

## Principais prêmios e indicações
Oscar 2006 (EUA)
- Venceu na categoria Melhor filme estrangeiro